# Mickaël Citony
Mickaël Citony est un footballeur français évoluant au poste de milieu offensif. Il est né le 21 août 1980 à Villiers-le-Bel (Val-d'Oise).

## Biographie

### Carrière en club

#### Débuts professionnels à Cannes puis au Stade rennais
Globe-trotteur, Mickaël Citony est formé comme de nombreux grands noms du football français à l'AS Cannes où il débute dès l'âge de 18 ans en Division 2. Promis, à un bel avenir, il s'envole au mercato hivernal 1999 en Bretagne contre 1,83 million d'euros, pour découvrir l'élite avec le Stade rennais, avec lequel il ne jouera presque jamais. En un an et demi, il ne réalise que 3 matchs en Division 1. En manque de temps de jeu, il est contraint de retourner en D2, chez le Stade lavallois où il est prêté une saison. Auteur de bonnes prestations et d'une vingtaine de matchs, il retourne en 2002 à Rennes. En six mois, il fait autant de matchs que sa première année, mais las de figurer essentiellement en équipe réserve, il est transféré au mercato hivernal dans le prestigieux club de l'AS Saint-Étienne alors en L2.

#### Rebond en Ligue 2
Durant ses six premiers mois dans le Forez, le joueur joue le maintien, et parvient à éviter la relégation en National. Fort de cette solide moitié de saison, il devient un membre important de l'effectif en 2003-2004, et parvient à faire remonter l'ASSE en Ligue 1 avec au bout le titre de champion de L2. Mais une fois encore en première division, Mickaël se voit réduit à un rôle de joker et c'est encore lors du mercato hivernal qu'il s'envole vers d'autres cieux.
Il rebondit début 2005 au CS Sedan-Ardennes. En six mois, il ne fait que dix matchs, mais rate avec l'équipe la remontée à l'étage supérieur. Il participe néanmoins à l'aventure en Coupe de France et parvient jusqu'en finale. Il part en 2005-2006, dans un club moins prestigieux, l'US Créteil-Lusitanos avec lequel il réalise des prestations plus probantes, réussissant à hisser le club à sa meilleure place en championnat de Ligue 2 (8e).

#### Exil à l'étranger
Au chômage six mois mais suivi par plusieurs clubs étrangers, il s'engage le 12 janvier 2007, en Belgique au FCM Brussels (1936) avec lequel il termine 13e au classement général, après avoir joué 5 matchs et inscrit 2 buts. Sa deuxième saison avec l'équipe bruxelloise est bien plus compliquée : blessé gravement lors d'un match amical contre Nancy, il rate toute la première partie de saison. Puis des problèmes internes avec la direction le font écarter du groupe. Finalement, il ne joue plus et le club termine bon dernier du championnat. En fin de contrat, il fait un passage en Suisse le 24 avril 2009 à Urania Genève Sport, en troisième division. Une fois encore en fin de contrat, il fait plusieurs essais infructueux en 2009 : Amiens SC, ou encore Plymouth (Angleterre). Il trouve néanmoins preneur dans un club plus « exotique » puisqu'il réalise une courte pige au Maroc chez le Wydad de Casablanca mais ses prestations jugées décevantes, le font quitter le club à l'hiver 2009. 

#### Fin de carrière au niveau amateur
Il s'en alla alors début 2010 à l'AS Beauvais en National, mais se blessant dès son premier match amical (fracture à la cheville gauche), il n'aura pas l'occasion d'évoluer au sein de la formation picarde. Remercié début janvier 2011, il s'engage alors vers le FC Gueugnon. Il se retrouve sans contrat à la suite du dépôt de bilan du club en avril 2011.
Début 2012, il trouve un contrat en division 4 belge au RFC Liège mais face à la non montée du club, il ne reste que six mois. Il rebondit en octobre 2012 à l'US Pontet en CFA. Après une saison difficile avec le club limitrophe d'Avignon, l'ancien professionnel rejoint en octobre 2013 l'équipe picarde du FC Chambly qui évolue en CFA. Peu utilisé, il est néanmoins champion de son groupe et se voit promu en National.
Il poursuit toutefois à un niveau régional pour la suite de sa carrière et ce, jusqu'en 2020.

### Parcours en sélection
Mickaël Citony est international dans les sélections jeunes françaises.
Il participe aux phases éliminatoires de la Coupe caribéenne des nations 2005 avec la sélection de Martinique. Ils sont éliminés par Cuba qui finit second de cette compétition et se qualifie pour la Gold Cup 2005

## Statistiques
- 1er match en Division 1 : 8 avril 2000, Bastia (4-2) Rennes
- 9 matchs et 0 but en Ligue 1
- 121 matchs et 9 buts en Ligue 2
- 5 matchs et 2 buts en Jupiler League

## Palmarès
Il est finaliste de la Coupe de France en 2005 avec le CS Sedan-Ardennes, battu par l'AJ Auxerre.
Avec l'AS Saint-Étienne, il remporte le Championnat de France de Ligue 2 en 2004.